# 19e régiment de dragons oldenbourgeois
Pour les articles homonymes, voir 19e régiment.

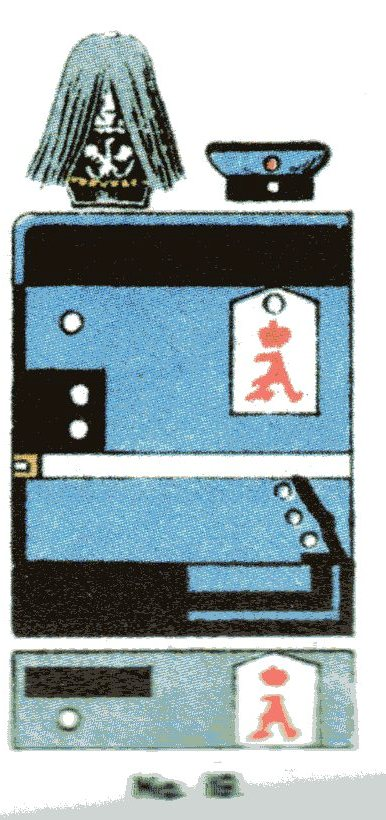
Uniforme du 19e régiment de dragons oldenbourgeois vers 1912

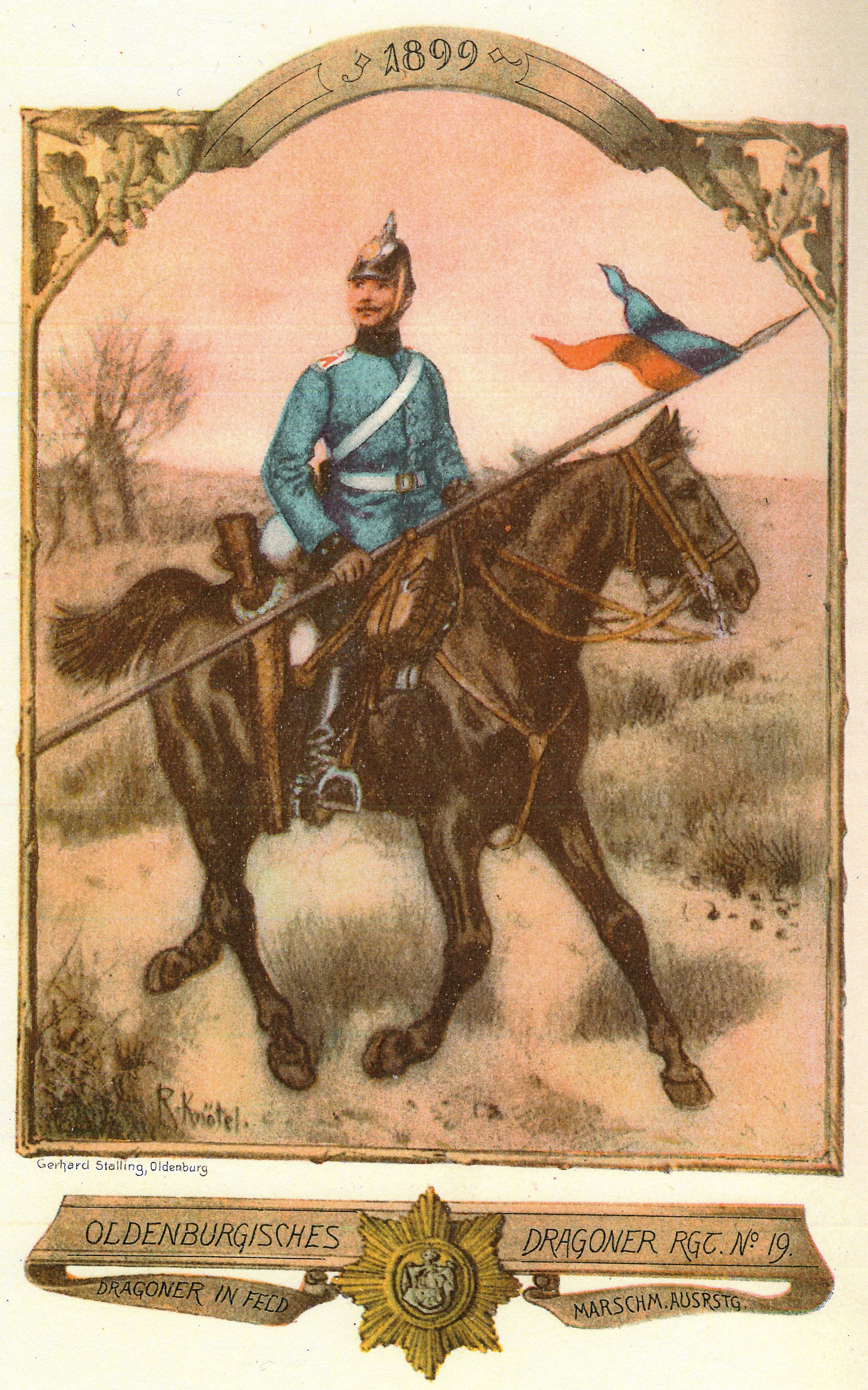
Dragons régimentaires, 1899. Le drapeau de la lance aux couleurs d'Oldenbourg bleu et rouge. Dessin de Richard Knötel l'Ancien.

Le 19e régiment de dragons oldenbourgeois est une unité de cavalerie du grand-duché d'Oldenbourg établie en 1849, et engagée comme contingent dans l'armée prussienne de 1867 à 1919. Il ne doit pas être confondu avec le corps de dragons d'État du grand-duché d'Oldenbourg (de), dont une brigade de gendarmerie est également stationnée à Osternbourg.

## Histoire

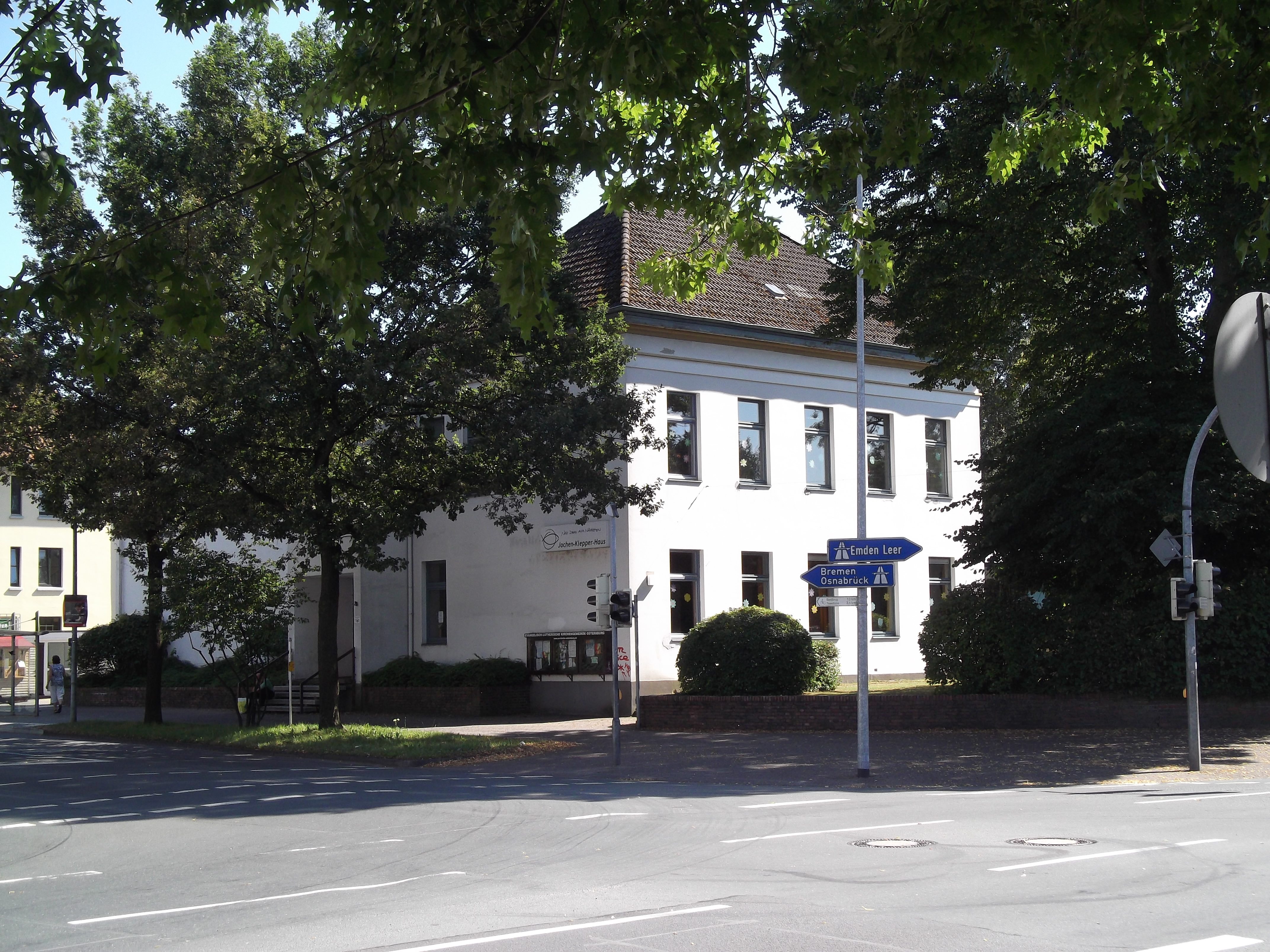
Ancien caserne du 19e régiment de dragons, actuellement Jochen-Klepper-Haus de la paroisse d'Oldenbourg-Osternbourg

Le 26 avril 1849 (jour de la fondation du régiment), le grand-duc Auguste Ier d'Oldenbourg donne l'ordre de former un régiment de cavalerie de quatre escadrons, qui est reçoit le nom de régiment de cavalerie du grand-duc d'Oldenbourg. En réalité, l'unité ne possède que trois escadrons pour des raisons de coûts. Les 200 premières recrues sont engagées les 1er et 2 mai 1849. En tant que partie du contingent oldenbourgeois, le régiment fait partie de la 3e brigade oldenbourgeoise-hanséatique de la 2e division d'infanterie du 10e corps d'armée de l'armée fédérale et est stationné à Oldenbourg.

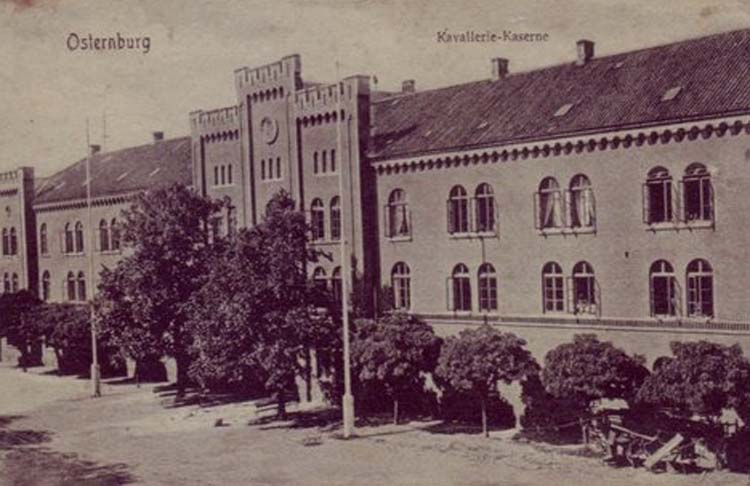
Caserne de cavalerie d'Ostenbourg

Comme aucun immeuble approprié n'est disponible dans un premier temps, le régiment doit être logé dans une caserne d'infanterie. Pendant ce temps, les chevaux sont gardés dans des écuries privées devant le Heiligengeisttor à Oldenbourg. Ce n'est que le 1er mai 1859 que le régiment peut emménager dans la nouvelle caserne de cavalerie d'Osternbourg. C'est là qu'il est logé jusqu'à sa dissolution en 1919.
Le logement, appelé plus tard caserne des dragons, continue à être utilisé par la Reichswehr, la Wehrmacht (58e régiment d'artillerie) et à partir de 1964 par la Bundeswehr, avant d'être démoli à partir du 23 juin 1980. Un bâtiment destiné à l'administration de la Bundeswehr est construit à sa place jusqu'en septembre 1986 et accueille le bureau de remplacement militaire d'arrondissement (de) d'Oldenbourg jusqu'en 2012. Actuellement (2014), le bâtiment abrite le service de restauration de la Bundeswehr (de) ainsi que le centre de services de la Bundeswehr (de) à Oldenbourg.
Après la guerre austro-prussienne, le régiment est intégré à l'armée prussienne à la suite de la convention militaire (de) du 15 juillet 1867 et porte le nom de 19e régiment de dragons oldenbourgeois à partir du 1er octobre 1867.
Le commandant du régiment est le grand-duc régnant d'Oldenbourg.

### Guerre austro-prussienne
Pendant la guerre austro-prussienne, le régiment est affecté à l'armée principale prussienne dans le cadre du Xe corps d'armée de l'armée fédérale sous les ordres du lieutenant-général Edwin von Manteuffel, où il effectue des services de reconnaissance et de patrouille.Le 24 juillet, il est à Werbach et Tauberbischofsheim ainsi que le 27 juillet 1866 lors du bombardement de Wurtzbourg.
Le régiment rentre le 22 septembre 1866 avec les autres unités du contingent oldenbourgeois en passant par Tweelbäke et Osternbourg et en rentrant à Oldenbourg, où une foule de plusieurs milliers de personnes accueille le contingent. Au début de la campagne, les officiers ont été équipés de revolvers.

### Guerre franco-prussienne
La mobilisation a lieu le 20 juillet 1870. Un train est immédiatement acheminé par voie ferrée jusqu'à Schillig près de Wilhelmshaven car un débarquement français par la mer y est attendu. Après quelques jours, le train est rappelé. Le 29 juillet, l'ensemble du régiment quitte Oldenbourg dans trois trains.
- 6 août 1870 - Cavalerie de réserve non engagée dans la bataille de Forbach-Spicheren
- 16 août 1870 - Assaut dans la bataille de Mars-la-Tour
- 18 août 1870 - Bataille de Saint-Privat
- 19 septembre au 1er octobre 1870 - Siège de Paris
- 10 octobre 1870 - Chérisy
- 11 novembre 1870 – Berchères (1er escadron)
- 17 décembre 1870 – Droué (4e escadron)

Après l'armistice, le régiment reste avec l'armée d'occupation en France et retourne le 13 août 1873 à la garnison de la paix à Oldenbourg.
Les pertes sont :
- Morts: quatre officiers, 26 hommes de troupe,
- Blessés : cinq officiers, 108 hommes de troupe,
- Prisonniers : 17 hommes.

### Première Guerre mondiale
Au début de la Première Guerre mondiale, le régiment est mobilisé le 2 août 1914, marche vers l'ouest et participe à l'avancée vers la Marne le même mois.
- Septembre 1914 - Repli au-delà de l'Aisne, prolongement de l'aile droite du front (Course à la mer)
- Novembre 1914 - Déplacé sur le front de l'Est, engagement en partie d'infanterie et en partie de cavalerie.
- Novembre/décembre 1914 - Combats près de Lodz, sur la Vistule et sur la Narew
- Septembre 1915 - Combats près de Vilnius
- Février à juillet 1916 - Combats au lac Narocz et en Volhynie
- Avril 1917 - Combats sur le Styr-Stochod
- 27 mai 1917 – Le 4e escadron devient cavalerie divisionnaire de la 95e division d'infanterie et reste en Ukraine au-delà de la fin de la guerre jusqu'en 1919. Il revient à Oldenbourg le 26 janvier 1919.

Le reste du régiment est transféré sur le front ouest et utilisé pour la sécurité et les patrouilles dans les zones arrière jusqu'à la fin de la guerre. L'escadron MG a été remis aux troupes de combat.
Selon une note de l'Oldenburgische Volkszeitung (de) du 2 octobre 1919, les pertes sont:
- Officiers : 6 (sur 54 = 11,0 %)
- Officiers de réserve : 8 (sur 43 = 19,0 %)
- Hommes de troupe : 101 (sur 1403 = 7,0 %).

### Après-guerre
Après l'armistice de Compiègne, le régiment évacue la zone occupée jusqu'au 14 novembre 1918 et entame la marche de retour. Le 28 décembre 1918, il arrive à Oldenbourg.
Pour protéger la ville et l'état d'Oldenbourg en cas d'éventuels troubles, les jeunes dragons qui n'ont pas encore été démobilisés sont retenus. Le 6 mars 1919, le corps franc Freiwilligen Verband Dragoner 19 est fondé à partir des restes du régiment. Il a l'effectif d'une escadrille et effectue des patrouilles et des services de sécurité à Emden, à Brunswick et dans la région de la Ruhr. Le corps franc est plus tard rattaché au 110e régiment d'infanterie de la Reichswehr, mais est déjà transféré le 1et octobre 1919 au 10e régiment de cavalerie à Lunebourg. L'escadron reste stationné à Oldenbourg.

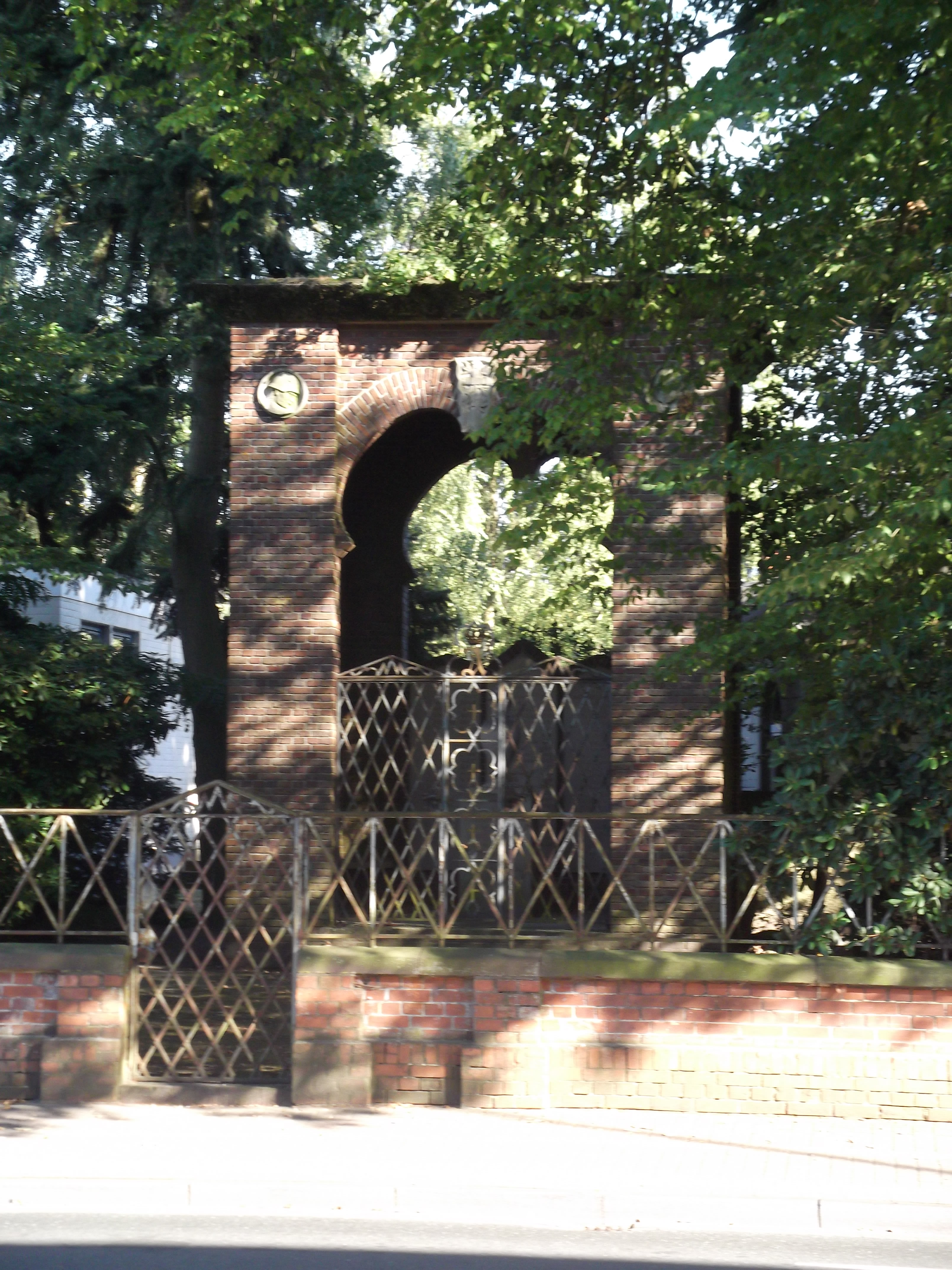
Monument au 19e régiment de dragons oldenbourgeois

Après la répression des troubles en Westphalie, les cavaliers d'Oldenbourg sont transférés à la 15e régiment de cavalerie nouvellement créée à Paderborn. La tradition est reprise dans la Reichswehr par l'escadron d'entraînement à Paderborn par décret du 24 août 1921 du chef du commandement général de l'armée de l'infanterie Hans von Seeckt. En été 1937, le maintien des traditions est confié aux 13e et 14e compagnies du 16e régiment d'infanterie à Oldenbourg. Auparavant, les associations de traditions du régiment ont déjà entretenu des relations informelles avec la 13e compagnie MW du 16e régiment d'infanterie, qui est logée dans la caserne des dragons.

## Commandants
| Grade                       | Nom                                  | Date                                                     |
| --------------------------- | ------------------------------------ | -------------------------------------------------------- |
| Major                       | August Nolbeck                       | 2 mai 1849 au 17 juillet 1850                            |
| Major                       | Julius von Egloffstein (de)          | 28 août au 19 novembre 1850 (chargé de la direction)     |
| Major/Oberstleutnant        | Julius von Egloffstein               | 20 novembre 1850 au 6 août 1857                          |
| Major/Oberstleutnant/Oberst | Otto August Hermann Beseke           | 20 août 1857 au 2 avril 1867                             |
| Major                       | Hieronymus Schotten                  | 3 avril au 24 septembre 1867                             |
| Major                       | Ernst von Trotha (de)                | 25 septembre au 9 décembre 1867 (chargé de la direction) |
| Major/Oberstleutnant/Oberst | Ernst von Trotha                     | 10 décembre 1867 au 15 octobre 1873                      |
| Oberstleutnant/Oberst       | Oswald Fedor Hugo von Grodzki        | 16 octobre 1873 au 12 juillet 1878                       |
| Major                       | Karl Wilhelm Heinrich von Kleist     | 13 juillet au 11 octobre 1878 (chargé de la direction)   |
| Major/Oberstleutnant/Oberst | Karl Wilhelm Heinrich von Kleist     | 11 octobre 1878 au 12 mai 1886                           |
| Major                       | Alexander von Engel                  | 13 mai au 11 juin 1886 (chargé de la direction)          |
| Major/Oberstleutnant/Oberst | Alexander von Engel                  | 12 juin 1886 au 17 novembre 1890                         |
| Oberstleutnant              | Leonhard von und zu Egloffstein (de) | 18 novembre 1890 au 8 avril 1891                         |
| Oberstleutnant/Oberst       | Frédéric-Auguste d'Oldenbourg        | 9 avril 1891 au 5 août 1892                              |
| Oberstleutnant/Oberst       | Eric von Witzleben (de)              | 6 août 1892 au 16 juin 1897                              |
| Major/Oberstleutnant        | Ludwig Edgar von Salis-Soglio        | 18 août 1897 au 20 janvier 1899                          |
| Major                       | Friedrich Hugo von Loos              | 16 février 1899 (chargé de la direction)                 |
| Oberstleutnant/Oberst       | Otto von Hoffmann                    | 22 avril 1902 au 1er octobre 1906                        |
| Oberstleutnant/Oberst       | Kurt Koscielski von Ponoschau        | 1er octobre 1906 au 13 novembre 1911                     |
| Oberstleutnant/Oberst       | Otto von Preinitzer (de)             | 13 novembre 1911 au 28 août 1916                         |
| Oberstleutnant              | Bernhard von Goßler                  | 28 août 1916 jusqu'à la fin de guerre                    |

## Uniforme

### En tant que régiment d'Oldenbourg jusqu'en 1867
Le premier uniforme du régiment, qui est considérablement modifié à la fin de 1850, consiste en un casque en acier de couleur métal avec une étoile octogonale en laiton, sur laquelle les armoiries de l'État d'Oldenbourg sont gravées en argent. La tunique est noire ou noir-vert (appelée vert russe) avec un col et des aisselles bleu clair, et des passepoils et boutons blancs. Il possède également des revers Lancer bleu clair. Les cuirs sont blancs, les culottes grises à passepoil bleu. Le manteau est également gris. Dans le petit service, une veste de service est portée, qui est également noire. Le passepoil de la tunique est passé du blanc au bleu clair en 1849.
L'armement se compose d'un sabre modèle hollandais et de pistolets à piston.
À la fin des années 1850, le tabard noir est remplacé par un bleu clair avec un col et des aisselles noirs. Il possède des services suédois. La veste de travail est remplacée par une veste de forage à rayures bleues (probablement bleues et blanches). Les officiers reçoivent également un manteau provisoire bleu clair avec un col en velours noir et des revers uhlan et un laçage noir. En fait, la jupe ressemble à un attila de hussard. Il n'est autorisé à être porté avec une casquette que pour des tâches mineures.
Le 9 juillet 1864, comme dans le régiment d'infanterie, la casquette dite russe est introduite à la place du casque. Il est bleu clair avec une visière en cuir noir et une chaîne orageuse blanche. Cependant, les chapeaux ne font pas leurs preuves car ils n'offrent pas une protection suffisante contre les intempéries et les armes contondantes. Néanmoins, ils semblent avoir fait partie des insignes jusqu'à l'introduction de l'uniforme de dragon prussien.

### En tant que régiment prussien à partir de 1867
Jusqu'à l'introduction de l'uniforme de dragon, les anciennes parties de l'uniforme sont appliquées. Cette période de transition semble avoir duré au moins deux ans.
Les dragons portent une tunique bleuet et un pantalon anthracite. La tunique est équipée de revers suédois. Sur les épaulettes blanches des officiers et sous-officiers se trouve un A rouge avec une couronne, sur les épaulettes ces insignes sont exécutés en tombac.
La couleur dite des insignes du régiment est le noir. Les parements, le col montant, les champs d'épaulettes et les passants sont de cette couleur. Le passepoil du col est rouge ponceau. Les boutons et les ferrures sont en maillechort. Une bandoulière blanche avec un cartouche noir va de l'épaule gauche à la hanche droite. Le casque est muni de l'aigle dragon prussien, sur lequel est placée une étoile de garde en tombac avec les armoiries d'Oldenbourg. La cocarde nationale est bleue avec une croix rouge, le drapeau lance des équipes rouge-bleu.
Déjà ordonné par l'A.K.O. du 14 février 1907 et introduit progressivement à partir de 1909/10, l'uniforme coloré est remplacé pour la première fois par l'uniforme de service de campagne gris (M 1910) à l'occasion des manœuvres de l'empereur en 1913. Les cuirs et les bottes sont de couleur marron naturel, le casque est recouvert d'une housse en tissu appelée roseau. La cartouchière et le cartouche ne sont plus portés avec cet uniforme.

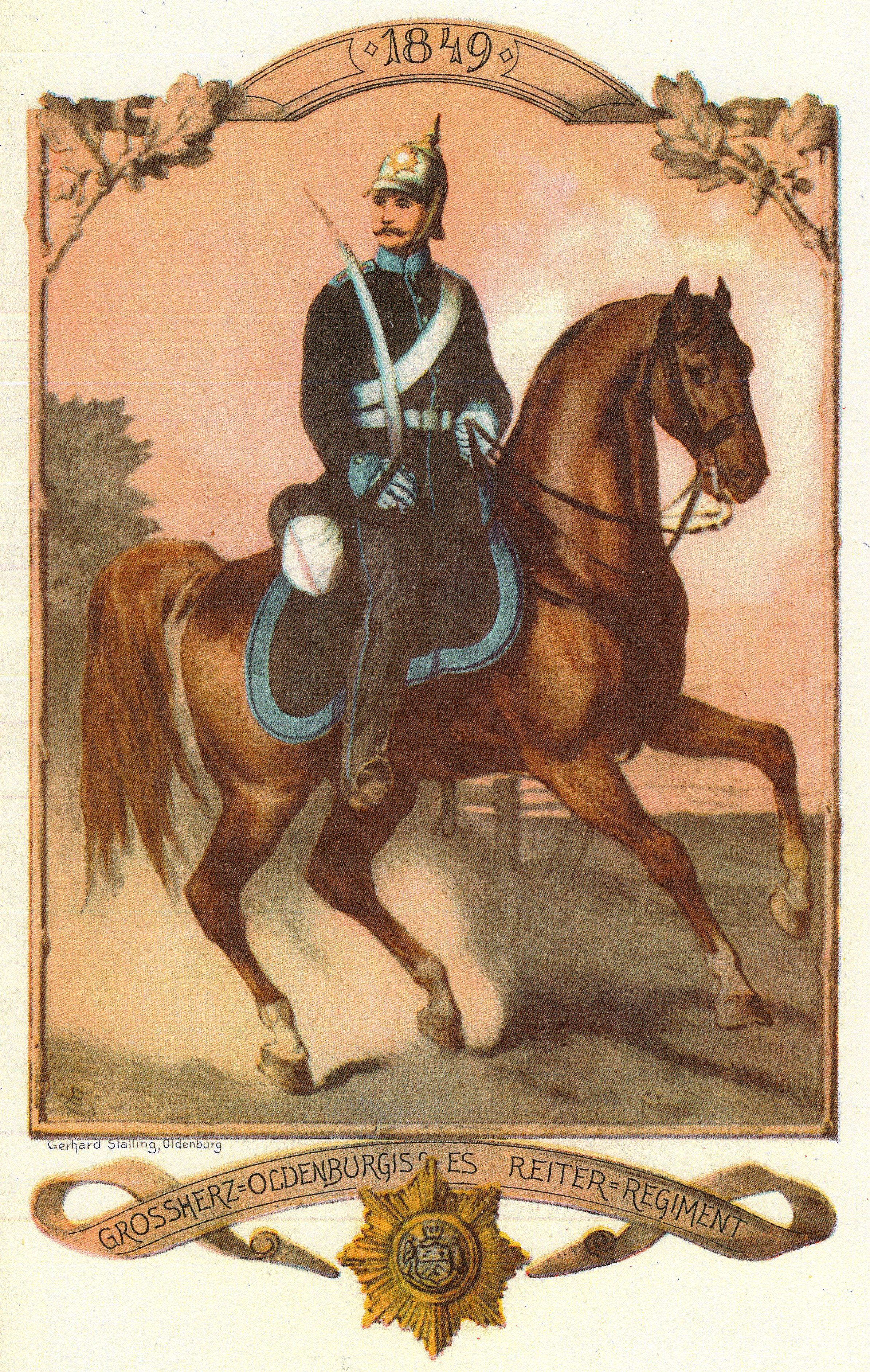
Rider Regiment, 1849. Uniforme avec tabard noir.
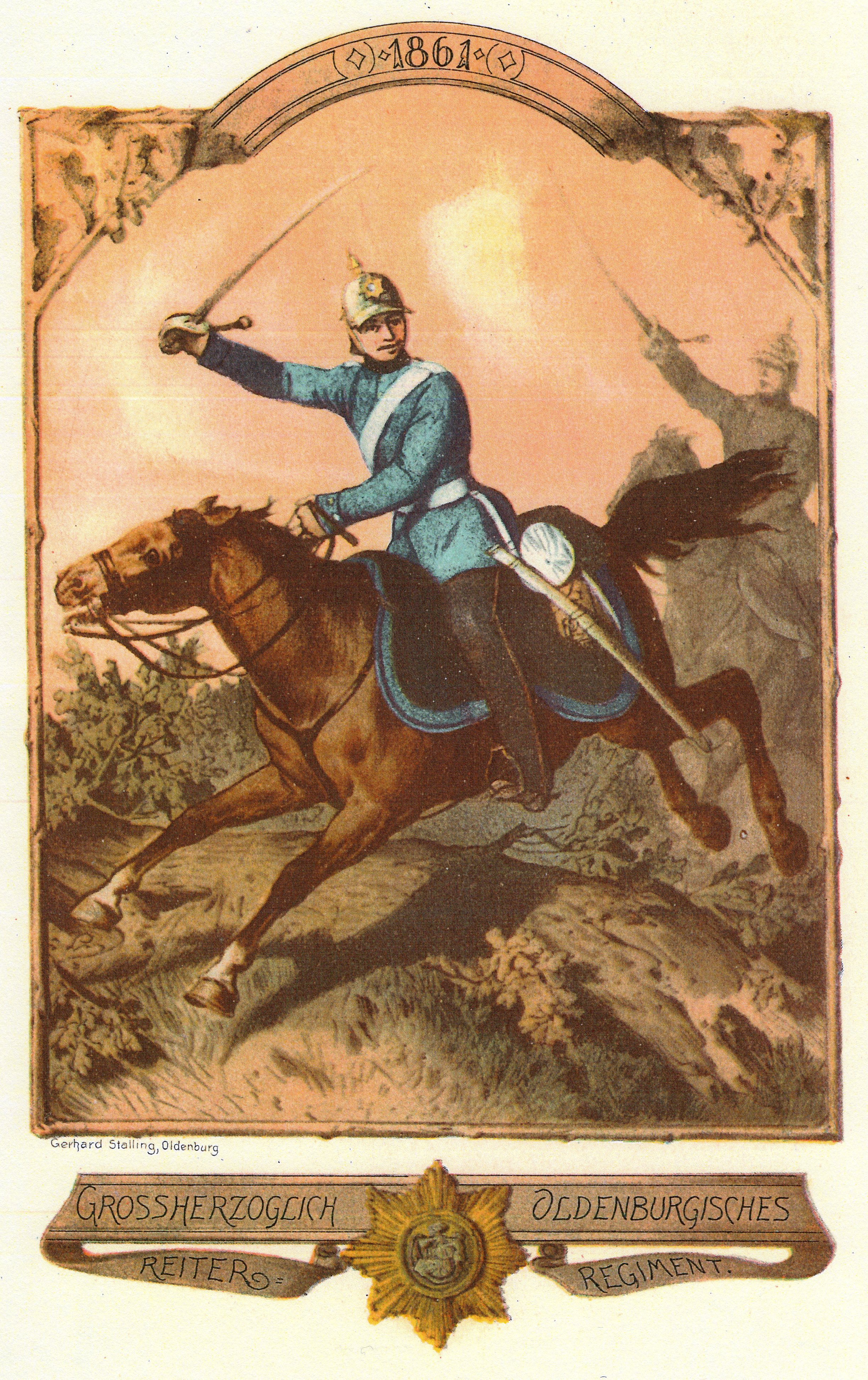
Cavalier du régiment de 1861 avec un casque et la tunique bleu clair introduit en 1850 sur le modèle des dragons prussiens
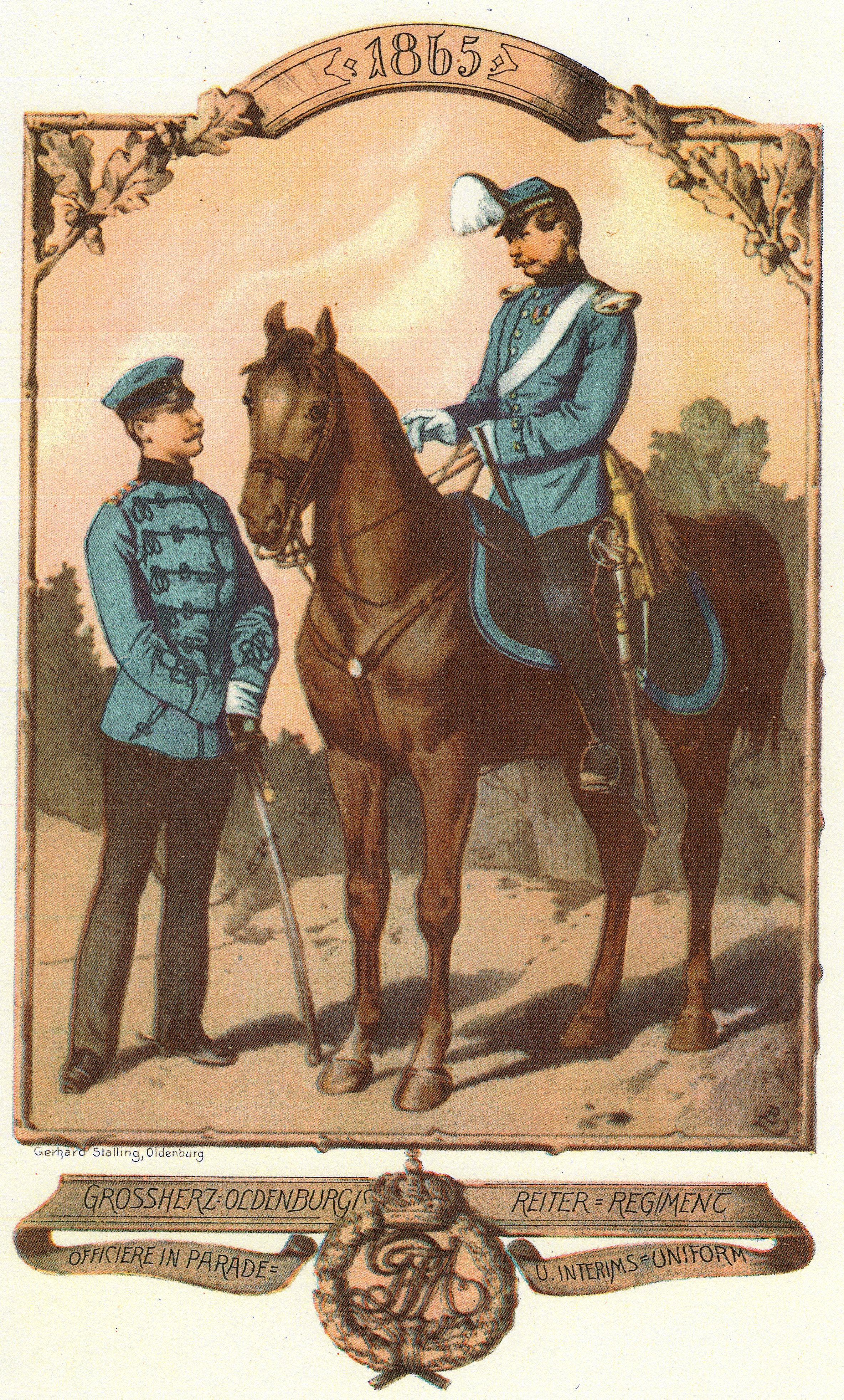
Officiers du Régiment, 1864.
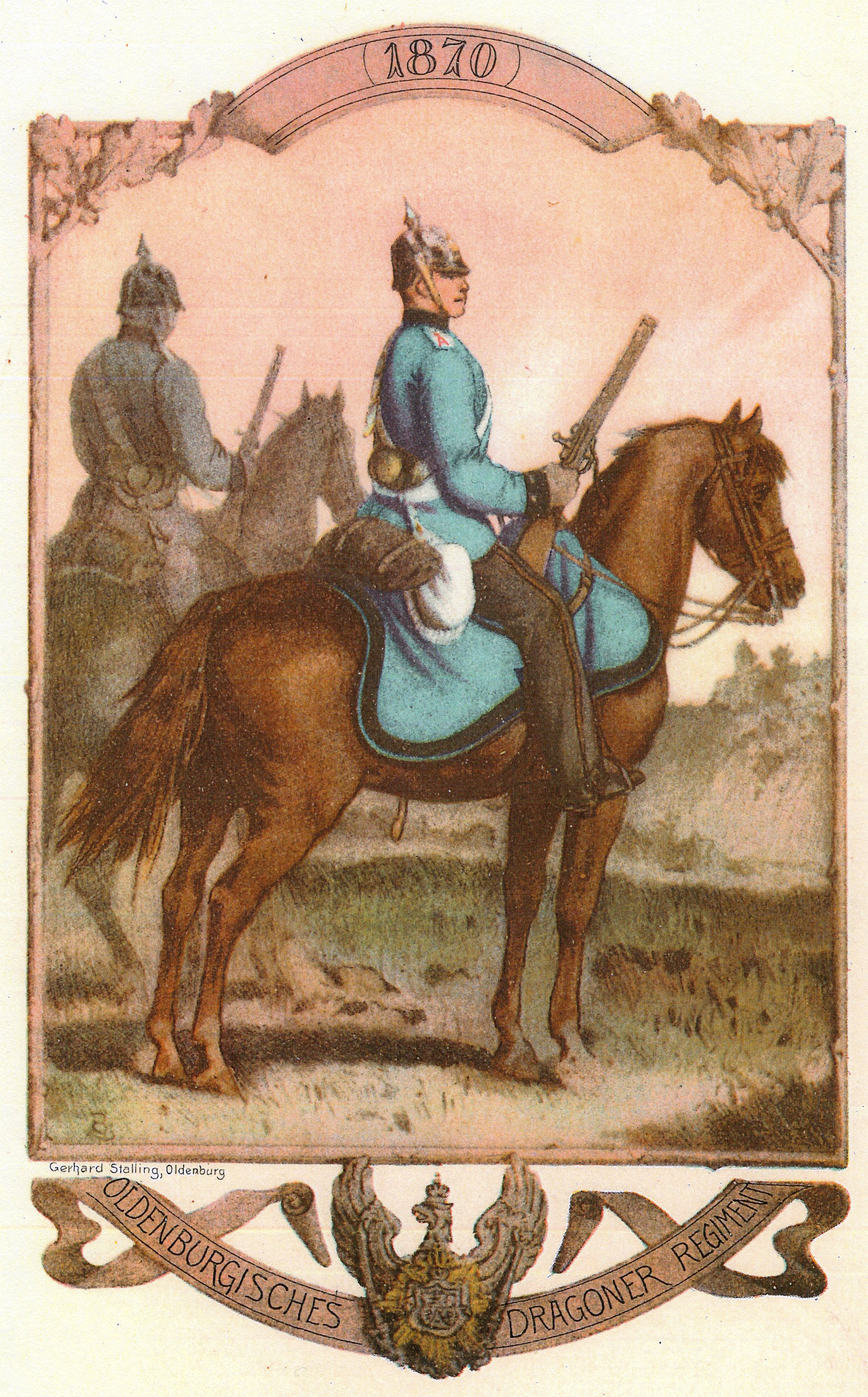
Dragons régimentaires, 1870.

## Monuments

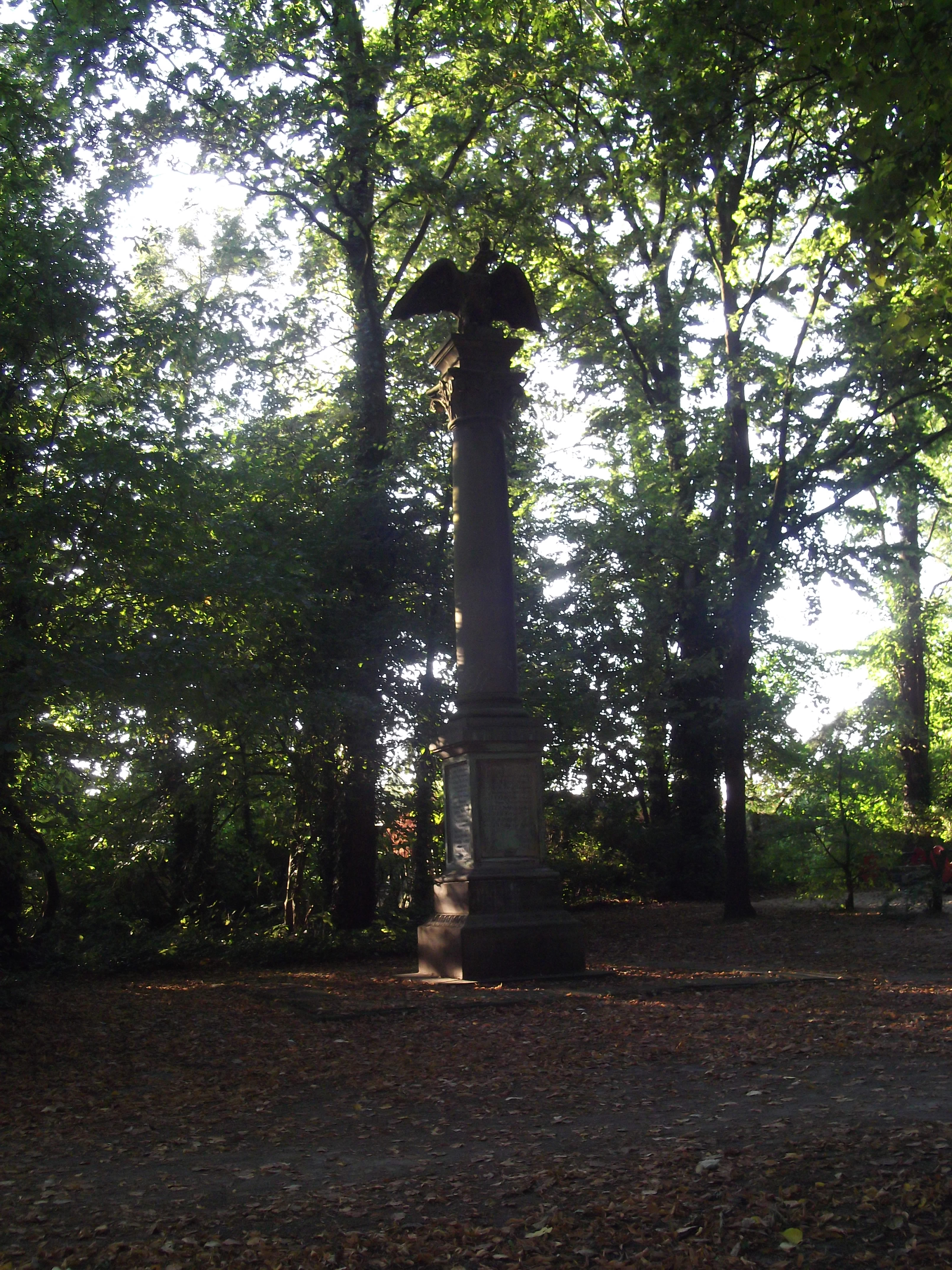
Monument du régiment des morts de la guerre franco-prussienne, à la fois des morts de la communauté d'Osterbourg et de la paysannerie Tweelbäke Wunderburgstraße

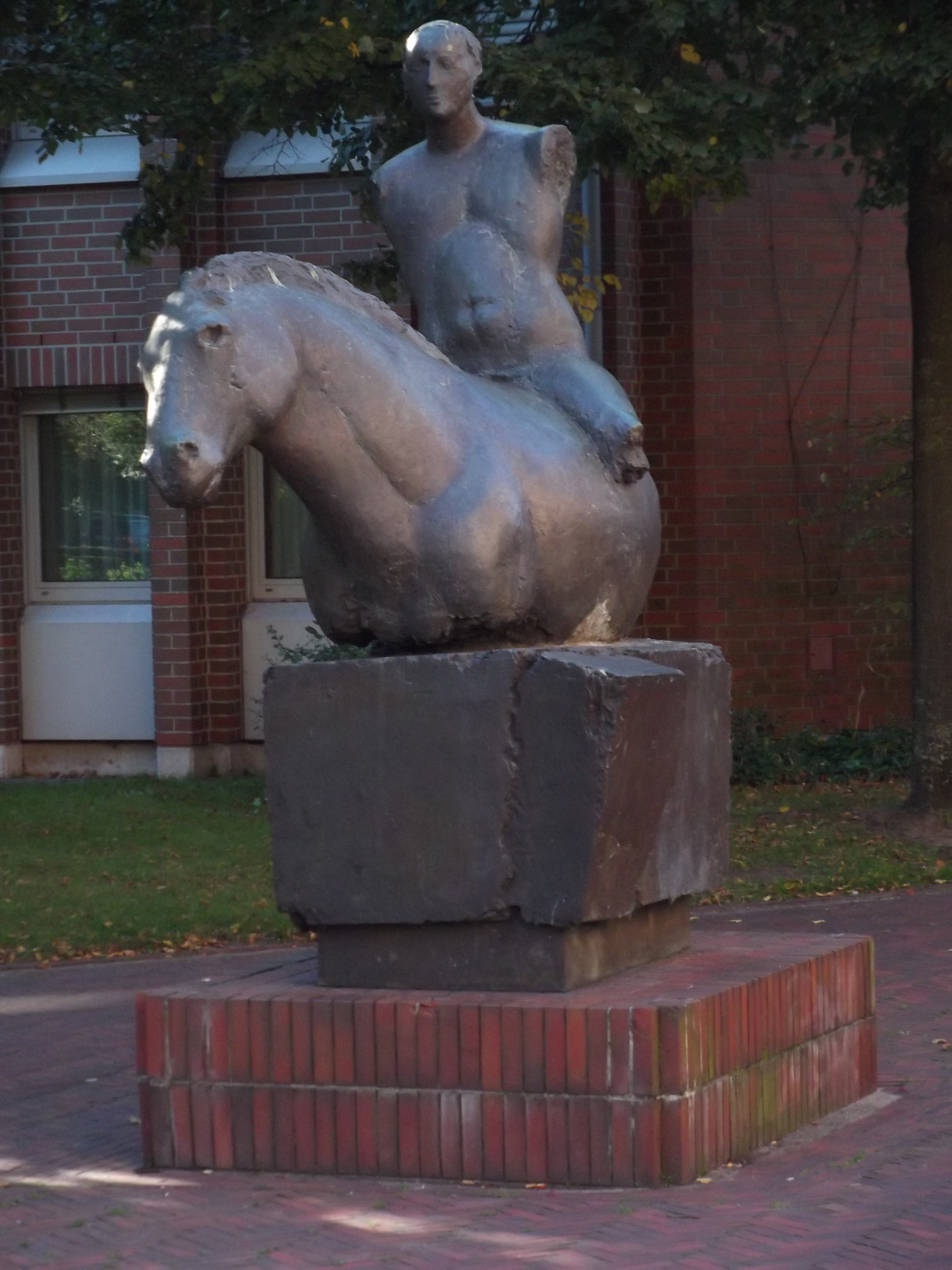
Sculpture de Richard Heß "Fragment d'un monument équestre", 1990, à l'emplacement de l'ancien caserne de dragons à Oldenbourg-Osternbourg, rue Bremer

Il y a deux mémoriaux pour les morts du régiment. Le mémorial créé vers 1875 pour commémorer la guerre franco-prussienne est situé à Oldenbourg sur Bremer Straße / jonction avec Ulmenstraße jusqu'en 1960 et est ensuite déplacé vers son emplacement actuel à Wunderburgpark.
Le mémorial à ceux qui sont morts pendant la Première Guerre mondiale est inauguré en 1921. Il est situé sur un terrain appartenant à la communauté évangélique d'Ostenbourg sur Cloppenburger Strasse/Bremer Strasse.
En 1990, la sculpture "Fragment d'un monument équestre" de Richard Hess est érigée sur le site, qui est probablement destinée à commémorer l'ancien régiment de dragons. Il n'y a aucune indication du nom de la sculpture, de la date d'installation ou de l'artiste. Il est en bronze et repose sur une base en béton avec du clinker Bockhorn.